# Minji
Kim Min-ji (en coreano: 김민지 (); Chuncheon, Provincia de Gangwon, 7 de mayo de 2004), más conocida por su nombre artístico Minji, es una cantante, compositora y modelo surcoreana. Hizo su debut como miembro del grupo femenino surcoreano NewJeans, bajo el sello discográfico ADOR, el 22 de julio de 2022.

## Biografía
Kim Min-ji nació el 7 de mayo de 2004 en Chuncheon, Provincia de Gangwon, Corea del Sur. Ella es la mediana de tres hijos, tiene una hermana menor y un hermano mayor que asiste a la Universidad Kyung Hee, el último de los cuales reveló mientras actuaba en un festival de música organizado por la universidad. Durante sus años de primaria, aprendió inglés mientras estudiaba en el extranjero en Canadá como estudiante transferida en una casa de familia. Kim asistió a la Escuela de Arte Múltiple Hanlim, donde se graduó en febrero de 2023.
Kim, durante la escuela secundaria, recibió numerosas tarjetas de presentación de varias agencias de entretenimiento, incluida SM Entertainment. Fue aprendiz de Source Music desde 2017 hasta que la empresa fue adquirida por Hybe Corporation en 2019.

## Carrera

### 2019-2021: Actividades predebut
Antes de su debut, Minji también era conocida como "The Girl", el rostro de las Audiciones Globales Plus 2019 de Hybe Corporation. En julio de 2021, hizo un cameo en el video musical de BTS "Permission to Dance", junto a su compañera de NewJeans Hanni.

### 2022-presente: Debut con NewJeans y actividades en solitario
Minji debutó como miembro del grupo de chicas surcoreano NewJeans con el video musical para su sencillo debut "Attention" el 22 de julio de 2022, que fue lanzado por sorpresa sin ninguna promoción previa o información sobre la formación del grupo. NewJeans alcanzó rápidamente una gran popularidad con el éxito de sus siguientes sencillos: "Hype Boy", "OMG" y "Ditto", el último de los cuales presentaba letras escritas por Minji. "Ditto" se convirtió en la primera entrada de NewJeans en Billboard Hot 100 y ganó en 2023 como la Canción del Año en los Premios MAMA, los Premios Melon Music, los Premios Golden Disc y los Premios Asia Artist.
El 15 de octubre de 2022, Minji hizo una aparición como una de los presentadores especiales en el KCON Japón junto a Junki Kono de JO1 y Hwang Min-hyun de NU'EST.

## Respaldos
Minji ha encabezado el ranking de reputación de marca de artistas de K-pop de Corea del Sur en numerosas ocasiones desde su debut. El 13 de febrero de 2023, Chanel Korea anunció que había contratado a Minji como uno de sus embajadores de marca para las categorías de belleza, moda y relojes y joyas. Minji es la primera persona en ser nombrada embajadora de las tres categorías al mismo tiempo.
Desde 2023, Minji ha sido el rostro del Festival de Jazz de Seúl, apareciendo en revistas para promocionar el evento. Apareció en la portada de la edición especial de W Korea para el 15° aniversario del Festival de Jazz de Seúl, así como en la portada de la edición especial de W Korea para el festival de 2024.
Minji también apareció en una campaña de video en marzo de 2024 para la Comisión Electoral Nacional de Corea del Sur transmitida por radio y otras plataformas para alentar a las generaciones más jóvenes a votar en las 22ª elecciones legislativas.

## Discografía

### Créditos de composición de canciones
Todos los créditos están adaptados de la Asociación de Derechos de Autor de Música de Corea, a menos que se indique lo contrario.
| Canción        | Artista(s) | Escritor(es)                                  | Álbum        | Año  |
| -------------- | ---------- | --------------------------------------------- | ------------ | ---- |
| "Ditto"        | NewJeans   | Minji Oohyo The Black Skirts Ylva Dimberg 250 | OMG          | 2022 |
| "Supernatural" | NewJeans   | Minji Pharrell Williams Gigi Ylva Dimberg     | Supernatural | 2024 |

## Videografía

### Apariciones en videos musicales
| Año  | Título                | Artista | Ref.  |
| ---- | --------------------- | ------- | ----- |
| 2021 | "Permission To Dance" | BTS     | [ 9 ] |

## Filmografía

### Trabajo como presentadora
| Año  | Título          | Notas                                            | Ref.   |
| ---- | --------------- | ------------------------------------------------ | ------ |
| 2023 | KCON 2022 Japan | Con Junki Kono de JO1 y Hwang Min-hyun de NU'EST | [ 24 ] |